# Spathiomorpha enderleini
Spathiomorpha enderleini är en stekelart som beskrevs av Sergey A. Belokobylskij 1996. Spathiomorpha enderleini ingår i släktet Spathiomorpha och familjen bracksteklar. Inga underarter finns listade i Catalogue of Life.